# Sportvereniging Zulte Waregem 2013-2014
Questa voce raccoglie le informazioni riguardanti lo Sportvereniging Zulte Waregem nelle competizioni ufficiali della stagione 2013-2014.

## Rosa
| N. |                               | Ruolo | Calciatore              |
| -- | ----------------------------- | ----- | ----------------------- |
| 1  | Belgio (bandiera)             | P     | Sammy Bossut            |
| 2  | Belgio (bandiera)             | D     | Davy De Fauw (capitano) |
| 3  | Belgio (bandiera)             | D     | Steve Colpaert          |
| 5  | Belgio (bandiera)             | D     | Bryan Verboom           |
| 8  | Belgio (bandiera)             | C     | Thorgan Hazard          |
| 9  | Senegal (bandiera)            | A     | Mbaye Leye              |
| 10 | Francia (bandiera)            | C     | Franck Berrier          |
| 12 | Macedonia del Nord (bandiera) | A     | Aleksandr Trajkovski    |
| 13 | Mali (bandiera)               | C     | Mamoutou N'Diaye        |
| 14 | Belgio (bandiera)             | C     | Jens Naessens           |
| 15 | Belgio (bandiera)             | D     | Niels Vandenbroucke     |
| 16 | Islanda (bandiera)            | C     | Ólafur Ingi Skúlason    |
| 17 | Mali (bandiera)               | C     | Ibrahima Conté          |
| 18 | Francia (bandiera)            | D     | Frédéric Duplus         |
| 20 | Belgio (bandiera)             | A     | Frédéric Gounongbe      |

| N. |                           | Ruolo | Calciatore         |
| -- | ------------------------- | ----- | ------------------ |
| 21 | Belgio (bandiera)         | D     | Bruno Godeau       |
| 22 | Belgio (bandiera)         | P     | Sébastien Bruzzese |
| 23 | Perù (bandiera)           | C     | Hernán Hinostroza  |
| 24 | Belgio (bandiera)         | D     | Karel D'Haene      |
| 25 | Belgio (bandiera)         | P     | Salvatore Crimi    |
| 26 | Belgio (bandiera)         | A     | Klaas De Rock      |
| 27 | Belgio (bandiera)         | A     | Theo Bongonda      |
| 28 | Belgio (bandiera)         | D     | Junior Malanda     |
| 29 | Francia (bandiera)        | A     | Julien Toudic      |
|    | Francia (bandiera)        | A     | Raphaël Cacérès    |
|    | Costa d'Avorio (bandiera) | C     | Bobley Anderson    |
|    | Camerun (bandiera)        | A     | Fabrice Olinga     |
|    | Panama (bandiera)         | D     | Roberto Chen       |